# Spoorlijn Villefranche-Vernet-les-Bains - Latour-de-Carol
De spoorlijn Villefranche-Vernet-les-Bains - Latour-de-Carol, informeel de gele trein of  Ligne de Cerdagne is een Franse spoorlijn van Fuilla naar Enveitg. De lijn is 62,3 km lang en heeft als lijnnummer 669 000. De spoorlijn klimt naar het op 1593 meter hoogte gelegen Bolquère, het hoogst gelegen treinstation in beheer van de SNCF. Op het traject zijn 19 tunnels en twee bruggen.

## Geschiedenis
De bouw door de Compagnie des Chemins de fer du Midi startte in 1903 en het stuk van Villefranche-de-Conflent tot Mont-Louis was af in 1910. In 1911 werd de lijn verlengd tot Bourg-Madame. Een verlenging met een derde sectie tot Latour-de-Carol werd in 1927 opgeleverd om zo aan te sluiten op een verbinding naar Toulouse. In Latour-de-Carol kan overgestapt worden op de trein naar Barcelona. Er komen in Latour drie treinlijnen samen, elk met een andere spoorbreedte.
Tot de indienststelling in 2006 van twee nieuwe treinstellen van het type SNCF Z 150 hadden de meeste treinen nog openluchtrijtuigen. Dit oudere materieel wordt sindsdien alleen ingezet in het zomerseizoen.

## Treindiensten
De SNCF verzorgt het personenvervoer op dit traject met TER treinen.
| Serie     | Treinsoort | Route                                                       | Bijzonderheden |
| --------- | ---------- | ----------------------------------------------------------- | -------------- |
| TER 23000 | TER (SNCF) | Villefranche - Vernet-les-Bains – Latour-de-Carol - Enveitg |                |

## Elektrische tractie
De lijn werd bij aanleg geëlektrificeerd met een gelijkspanning van 850 volt door middel van een derde rail.

## Galerij

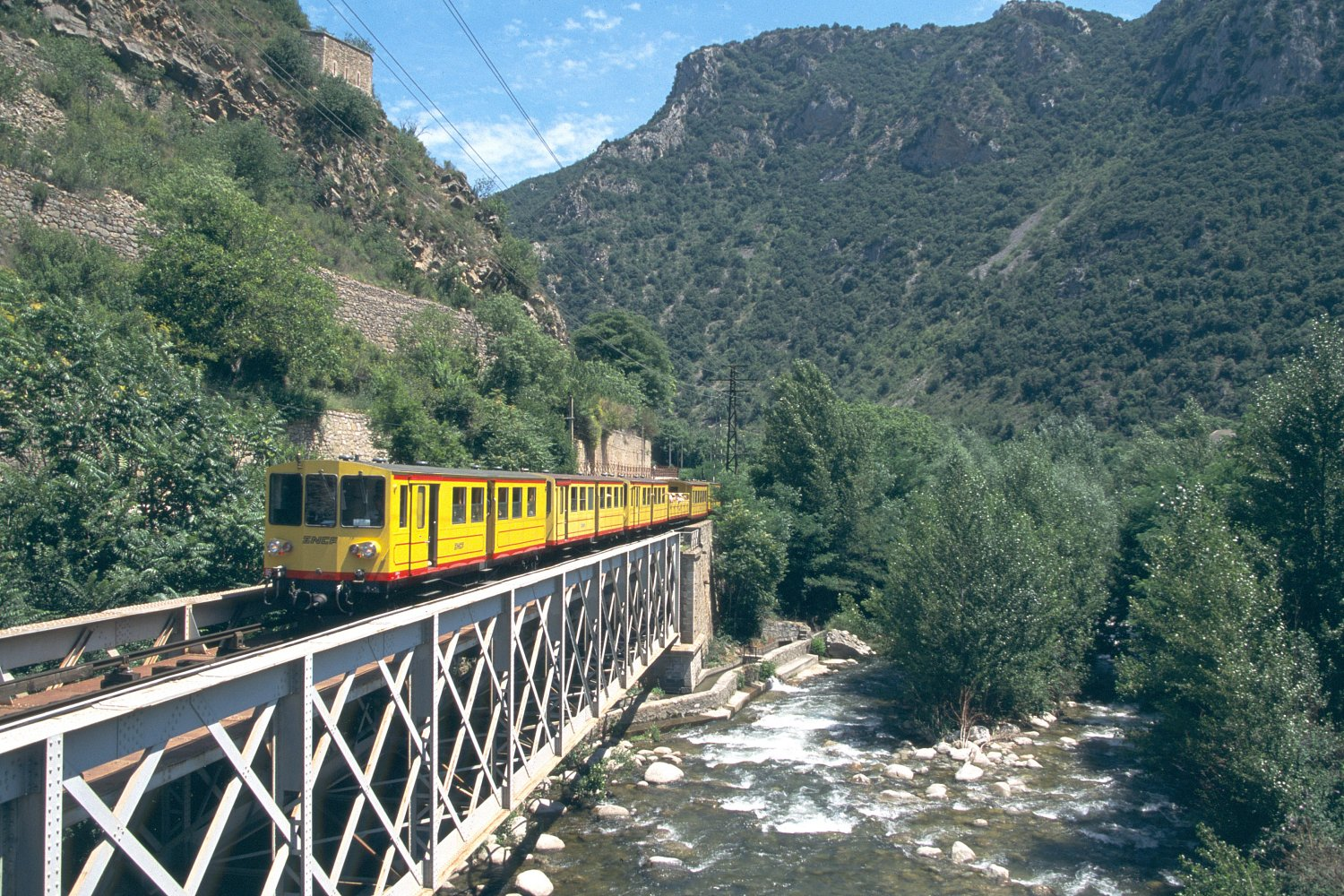
De gele trein op de brug over de Têt. Het voorlaatste rijtuig is een openluchtrijtuig.
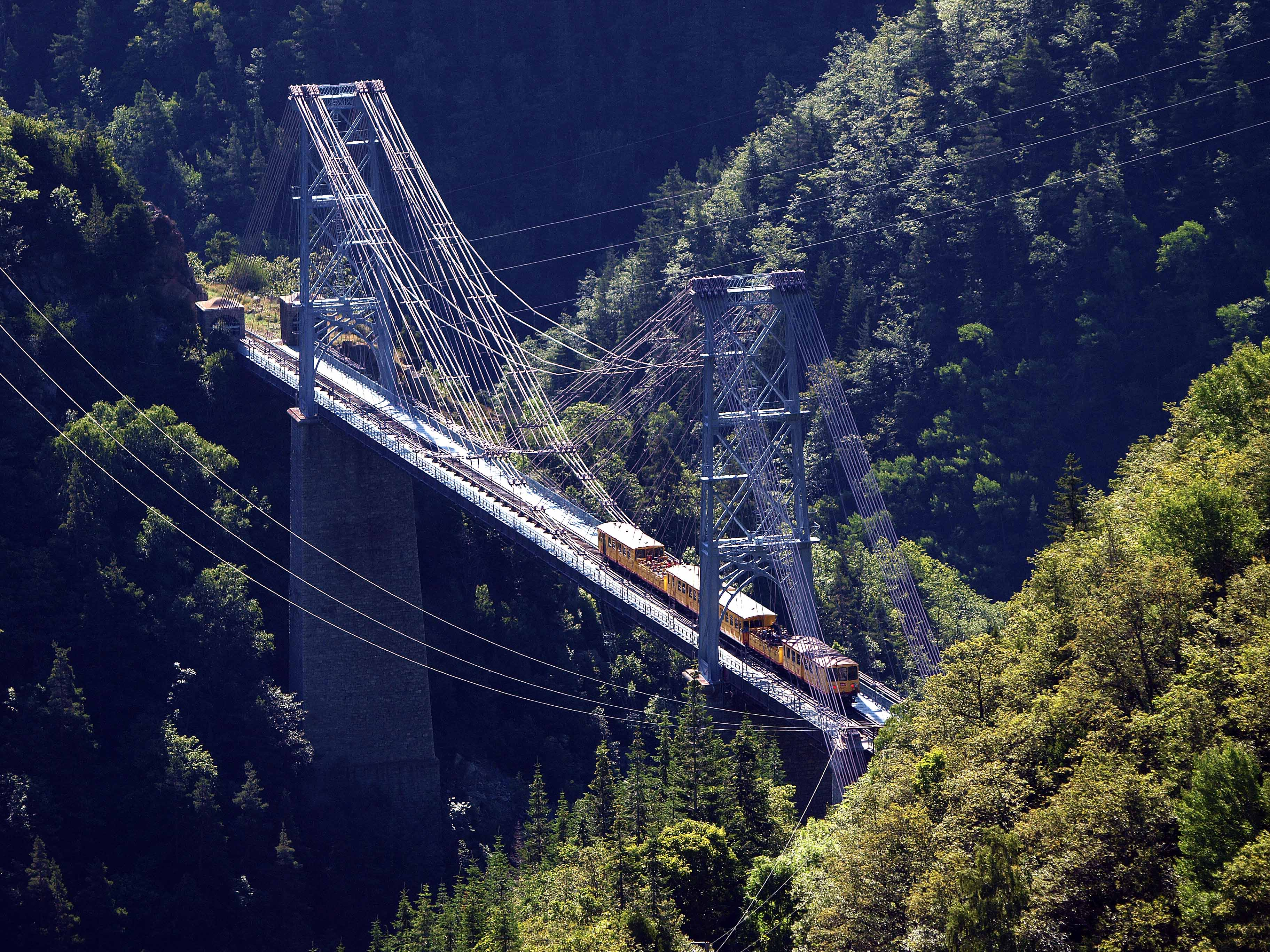
Brug van Gisclard of Brug van Cassagne over de Têt.
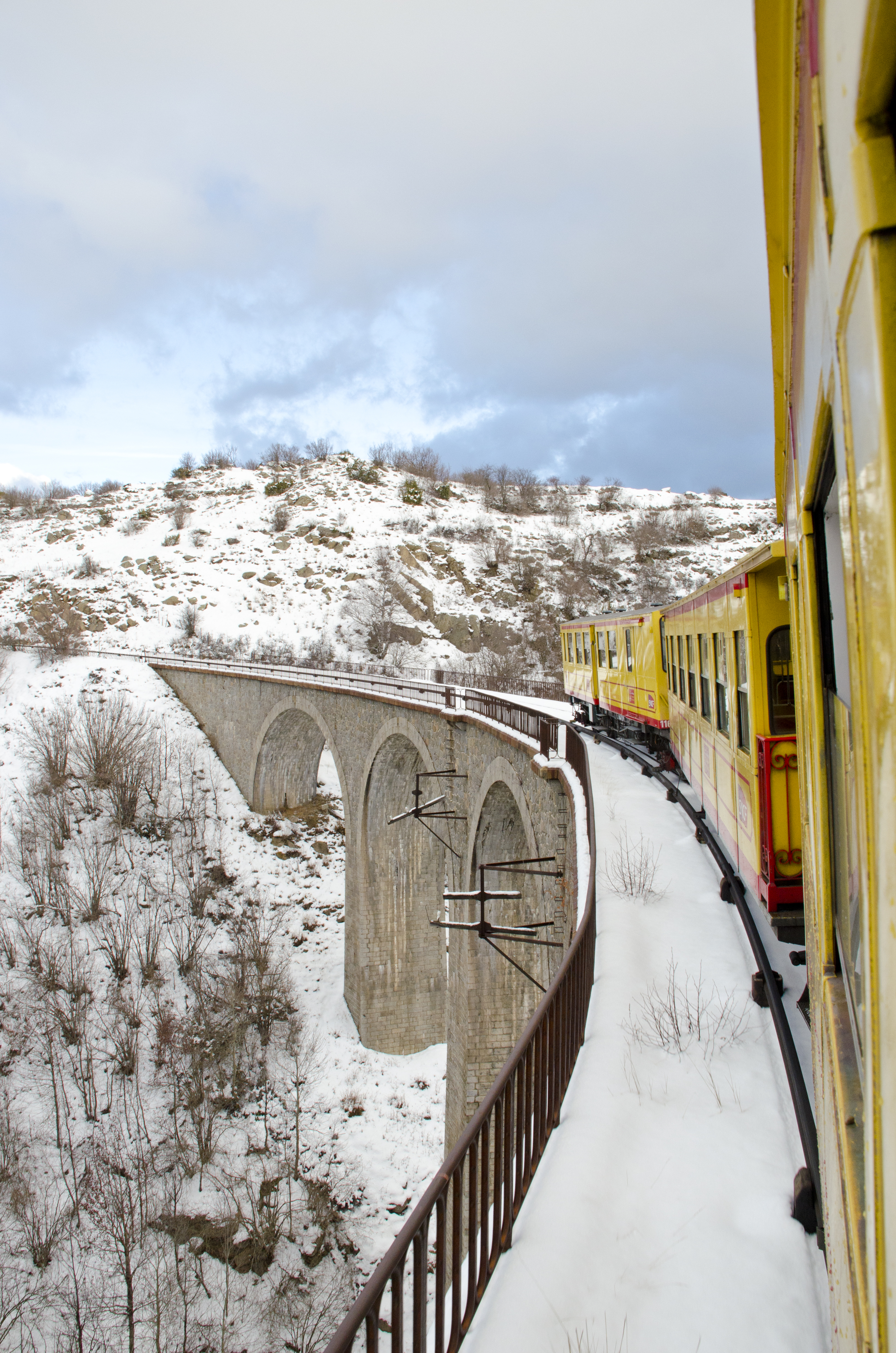
De spoorlijn met gele trein in december 2017.
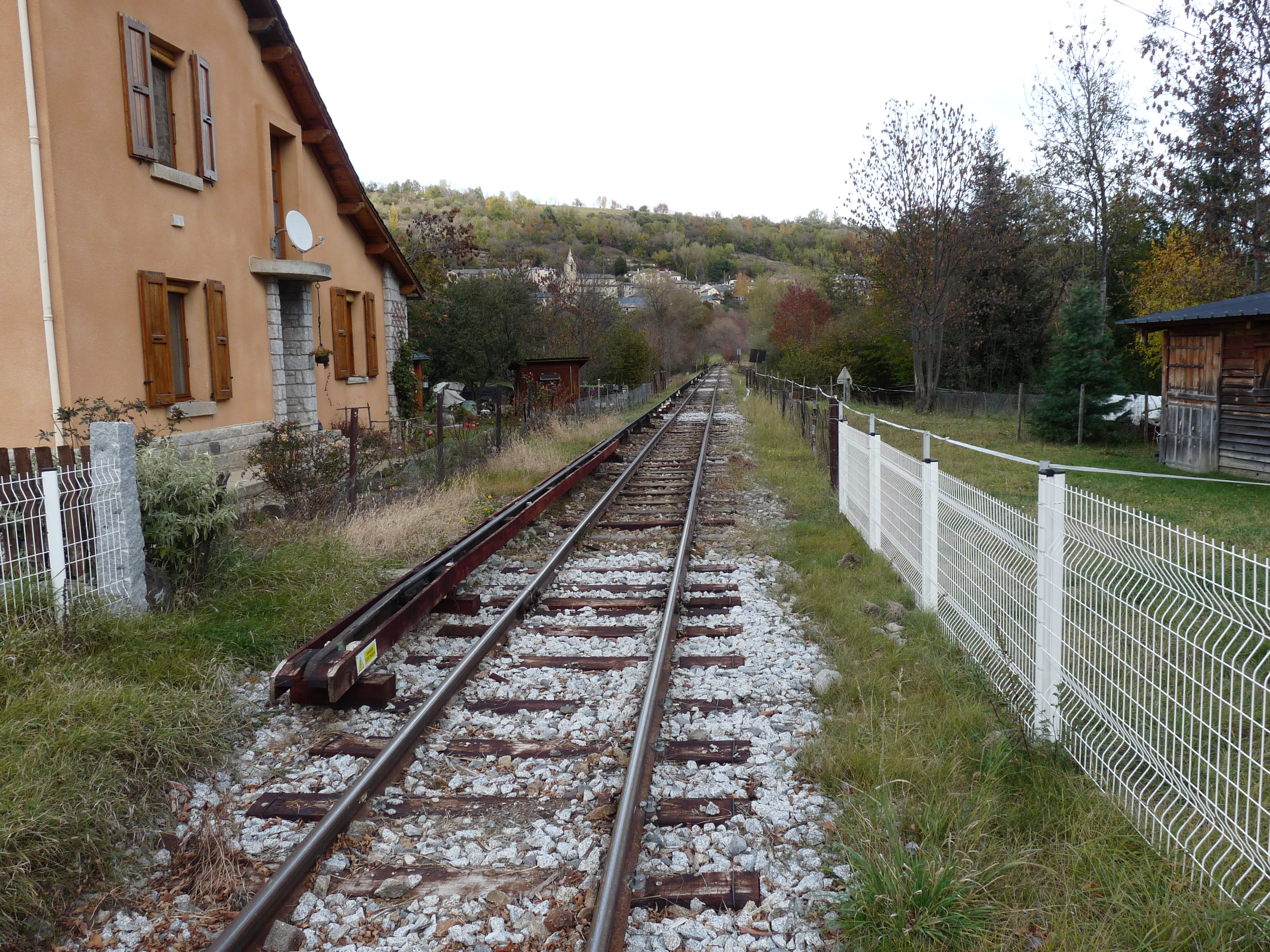
De lijn bij Latour-de-Carol in 2018.